# Altenmarkt an der Alz
Altenmarkt an der Alz, Altenmarkt a.d.Alz – miejscowość i gmina w południowo-wschodnich Niemczech, w kraju związkowym Bawaria, w rejencji Górna Bawaria, w regionie Südostoberbayern, w powiecie Traunstein. Leży około 18 km na północny zachód od Traunsteinu, nad ujściem Traun do Alz, przy drodze B299 i linii kolejowej Mühldorf am Inn – Traunstein.

## Dzielnice
Au - Baumburg - Berg - Bromberg - Diepling - Dorfen - Dorfreit - Entfeldn - Epping - Forst - Frühling - Garsch - Ginzing - Glött - Grassach - Hasenbichl - Hundsöd - Irling - Kalkgrub - Kirchberg - Kothöd - Kreidlberg - Laufenau - Massing - Massingmühle - Neustadl - Nock - Oberhilgen - Oed - Offling - Rabenden - Rupertsdorf - Scharten - Simmerreit - St. Wolfgang - Stumpfering - Thalham - Unterhilgen - Viehhausen - Wies - Ziegll

## Demografia
| Rok  | Liczba mieszk. |
| ---- | -------------- |
| 1970 | 3 313          |
| 1987 | 3 151          |
| 2000 | 3 970          |
| 2005 | 4 257          |

### Struktura wiekowa
Dane o ludności z 31 grudnia 2008:
| Opis                                | Ogółem | Ogółem | Kobiety | Kobiety | Mężczyźni | Mężczyźni |
| ----------------------------------- | ------ | ------ | ------- | ------- | --------- | --------- |
| Jednostka                           | osób   | %      | osób    | %       | osób      | %         |
| Populacja                           | 4289   | 100    | 2182    | 50,87   | 2107      | 49,13     |
| Wiek przedprodukcyjny (0–17 lat)    | 850    | 19,82  | 424     | 9,89    | 426       | 9,93      |
| Wiek produkcyjny (18–65 lat)        | 2626   | 61,23  | 1300    | 30,31   | 1326      | 30,92     |
| Wiek poprodukcyjny (powyżej 65 lat) | 813    | 18,96  | 458     | 10,68   | 355       | 8,28      |

## Polityka
Wójtem gminy jest Stephan Bierschneider z CSU, wcześniej urząd ten pełnił Horst Meier, rada gminy składa się z 16 osób.
|      | CSU | SPD | FWAR | FW | Razem |
| 2008 | 7   | 4   | -    | 5  | 16    |
| 2002 | 6   | 5   | 5    | -  | 16    |

## Oświata
W gminie znajdują się dwa przedszkola (170 dzieci) oraz szkoła (około 210 uczniów).